# Hasmik Papian
Hasmik Papian (in armeno Հասմիկ Պապյան?; Erevan, 2 settembre 1961) è un soprano armeno.
Ha vinto il premio di Artista del Popolo dell'Armenia nel 2004. La Papian è stata nominata ambasciatrice della Cultura dell'Armenia nel mondo per i suoi contributi alla cultura armena nel 2005 dai Catholicoi del Sacro Occhio di San Echmiadzin e Karekin II di tutti gli Armeni ed è stata insignita dell'Ordine di San Sahag e Saint Mesrob e dell'Ordine di San Mesrop Mashdots.
È stata definita dal The Washington Post come "la miglior Norma dal vivo."

## Biografia
Hasmik Papian è nata a Erevan, in Armenia (allora parte dell'Unione Sovietica) il 2 settembre 1961. Iniziò ad interessarsi alla musica quando iniziò a suonare il violino all'età di 5 anni. La Papian si è laureata alla Komitas High Academy ad Erevan prima come violinista, poi come cantante. I suoi amici l'avevano incoraggiata ad esplorare la sua voce, e Tatevik Sazandaryan, il capo del dipartimento vocale al Komitas, aveva detto alla Papian dopo aver sentito un paio di note da lei che avrebbe dovuto cantare.
Dopo il suo debutto al Teatro dell'Opera di Erevan, fu invitata come solista tra gli altri all'Opera di Bonn e alla Deutsche Oper am Rhein a Düsseldorf, in Germania. Presto avviò una carriera internazionale e da allora apparve in numerosi teatri, come il Metropolitan e la Carnegie Hall a New York, il San Francisco Opera, il Washington National Opera, La Scala di Milano, l'Opéra Bastille a Parigi, il Gran Theatre del Liceu a Barcellona, il Teatro Real a Madrid, la Wigmore Hall di Londra, l'Opera e il Musikverein a Vienna, il Concertgebouw e il De Nederlandse Opera ad Amsterdam, lo Zurich Opera, il Mariinsky a San Pietroburgo, così come i teatri di Monaco di Baviera, Stoccarda, Amburgo, Dresda e Berlino.
La Papian attribuisce la sua grande occasione di vincere il Concorso Cantante Belvedere a Vienna nel 1990. Uno dei premi del concorso Belvedere era quello di cantare dal suo repertorio al Grande Teatro di Varsavia. Lei aveva incluso la Norma repertorio, sebbene non si aspettasse di cantarla a causa della sua giovinezza e inesperienza. La Papian accettò un'offerta last minute di cantare la Norma al Teatr Wielki nonostante non avesse mai cantato l'opera dal vivo, e si preparò con cinque giorni di preavviso, due brevi giorni di prova e una singola prova d'orchestra. La Norma sarebbe diventata in seguito il suo ruolo principale. La Papian cantò la Norma per la prima volta a Varsavia nel 1993, dove Giancarlo del Monaco, figlio di Mario Del Monaco, notò la sua performance e le offrì un contratto con l'Opera di Bonn in Germania. La sua carriera professionale come cantante d'opera era iniziata. Questo primo contratto fu per i ruoli principali ne La traviata di Verdi, Donna Anna nel Don Giovanni di Mozart, e Micaela nella Carmen di Bizet. Cantò la Tosca per la prima volta all'Opera di Vienna nel 1995.
Attualmente vive a Vienna, in Austria con suo marito Konrad Kuhn, un drammaturgo che lavora per vari teatri europei come lo Zürich Opera House e agente della Papian, e sua figlia Siranoush, nata nel 2001. Suo marito ha scritto un libro con la traduzione in tedesco di una selezione di poesie del poeta armeno Yeghishe Charents. La Papian ha definito Erevan  “la sua città amata” e ha detto “di non aver mai lasciato l'Armenia, e di definire la sua assenza piuttosto come un viaggio d'affari.” Visita il suo paese ogni anno e pensa di vivere in Armenia alla fine della sua carriera.

## Repertorio
Il suo repertorio svaria tra Donna Anna di Mozart (Don Giovanni), Matilde di Rossini (Guglielmo Tell), Rachel di Halèvy (La Juive) e Micaela di Bizet (Carmen), passando da Mimì di Puccini (La Bohème), Magda (La Rondine), Tosca, Madama Butterfly, la Gioconda di Ponchielli (La Gioconda), e Margherita/ Elena di Boito (Mefistofele) a Lisa di Tchaikovsky  (La dama di picche) e Senta di Richard Wagner (L'olandese volante). Contiene dodici ruoli di Verdi: La Traviata, Desdemona (Otello), Aida, Leonora (Il Trovatore e La forza del destino), Elisabetta (Don Carlo), Elena (I vespri siciliani), Amelia (Simon Boccanegra), Elvira (Ernani), Lady Macbeth, Abigaille (Nabucco), Odabella (Attila) così come il Requiem. Una parte centrale per lei è la Norma di Bellini; è apparsa in questo ruolo al Volksoper di Vienna, al Regio di Torino, a Montreal, Baltimora, Detroit, Denver, Washington, D.C. e al Metropolitan di New York, all'Opéra de Marseille, Opéra de Montpellier, ai festival Chorégies d'Orange (Sud della Francia) e Luglio Trapanese (Sicilia), a Mannheim, Stoccarda, St. Gallen, Spalato, Rotterdam e al De Nederlandse Opera di Amsterdam. La produzione di Amsterdam è stata rilasciata in DVD nell'ottobre 2006. Nel gennaio 2009, ha aggiunto un altro ruolo del bel canto al suo repertorio: Elisabetta I nel Roberto Devereux di Donizetti (debutto al Dallas Opera).

## Apparizioni artistiche
La Papian è apparsa in molti paesi europei, in Israele, Libano, Giappone, America Latina (Messico, Brasile, Cile), così come Canada (Toronto e Montreal) e gli Stati Uniti dove è invitata regolarmente. Si è esibita con molti famosi direttori d'orchestra, come Riccardo Muti, Valery Gergiev, Georges Prêtre, Michel Plasson, Marcello Viotti, Maurizio Arena, Myung-whun Chung, Gennady Rozhdestvensky, Plácido Domingo, Leonard Slatkin, James Morris e James Conlon. La Papian è anche molto attiva nel promuovere la musica dei compositori armeni come Komitas Vardapet, Yeranian, Kanatchian, Tchoukhadjian, Tigranian, Avet Terterian e Tigran Mansurian nei suoi spettacoli. Nel 2006 è stato rilasciato un Super Audio CD con 36 canzoni di Komitas, con nove canzoni sulla poesia tedesca registrate per la prima volta. Inoltre, si esibisce in numerosi concerti di beneficenza per cause meritevoli, tra cui la Società di Soccorso Armeno del Libano, l'UNICEF, il Centro mammografico di Erevan, gli sforzi di ricostruzione di Gyumri e gli eventi commemorativi del Genocidio armeno.
Ha vinto nel 2004 il titolo di "Artista del popolo" della Repubblica di Armenia e ha ricevuto l'Ordine di San Mesrop Mashdots dai Catholicos del Sacro occhio di Aram I di Cilicia. Nel 2005, la Papian è stata insignita dell'Ordine di San Sahag e San Mesrob dal Catholicos Karekin II di Armenia presso l'Occhio della Santa Madre della Chiesa apostolica armena a Echmiadzin, per il suo ruolo di "ambasciatrice culturale dell'Armenia nel mondo".